# Марк Гельвий Гемин
Марк Ге́львий Геми́н (лат. Marcus Helvius Geminus; умер после 54 года, провинция Азия, Римская империя) — древнеримский государственный и политический деятель из знатного плебейского рода Гельвиев, занимавший в правление Нерона должность легата-пропретора сразу двух провинций.

## Биография
В сохранившихся источниках о происхождении Гельвия нет никаких сведений, кроме того обстоятельства, что он принадлежал к знатному плебейскому роду. В 48 году Гемин был возведён в сословие патрициев. Около 47/48 года он находился на посту монетного триумвира. Затем Гемин служил военным трибуном XVI «Галльского» легиона. В правление Нерона он занимал должность императорского квестора, после чего стал претором. Также при Нероне Гемин находился на должности легата-пропретора Македонии и Азии. Во время своего наместничества в Азии он скончался.